# Trebež (gmina Brežice)
Trebež – wieś w Słowenii, w gminie Brežice. W 2018 roku liczyła 259 mieszkańców.